# Seznam památných stromů v okrese Přerov
Toto je seznam památných stromů v okrese Přerov, v němž jsou uvedeny památné stromy na území okresu Přerov.
| Název                                | Obrázek                     | Umístění                                                        | Druh                       | Obvod [v cm] | Kód wikidata      | Galerie                                         | Poznámka |
| ------------------------------------ | --------------------------- | --------------------------------------------------------------- | -------------------------- | ------------ | ----------------- | ----------------------------------------------- | --- |
| Stojanova lípa                       |                             | Beňov 49°24′59″ s. š., 17°30′2″ v. d.                           | lípa malolistá             | 350          | 100158 Q26783847  |                                                 | U kostela před křížem cca 3 m od silnice z Beňova do obce Prusy |
| Lípa v Bezuchově                     | Lípa v Bezuchově            | Bezuchov 49°27′47″ s. š., 17°36′37″ v. d.                       | lípa malolistá             | 325          | 100147 Q26783740  |                                                 | Na travnatém svahu v centru obce u odbočky k místnímu úřadu |
| Ferdinandův jilm                     |                             | Bělotín 49°36′35″ s. š., 17°48′21″ v. d.                        | jilm horský                | 410          | 106417 Q121595028 |                                                 | Poblíž domu č.p. 31 v severní části obce, u poslední odbočky vlevo od silnice č. 47 ve směru na Odry                                                                       |
| Lípa v Hlinsku                       |                             | Hlinsko 49°29′46″ s. š., 17°34′46″ v. d.                        | lípa                       | 340          | 100150 Q26783759  |                                                 | V zahradě domu čp. 1, poblíž místní komunikace |
| Moštěnický jinan                     | Moštěnický jinan            | Horní Moštěnice 49°24′45″ s. š., 17°28′ v. d.                   | jinan dvoulaločný převislý | 272          | 100144 Q12038863  |                                                 | V parku za zámečkem v centru obce |
| Gallašova lípa                       | Gallašova lípa v Hranicích  | Hranice 49°33′9″ s. š., 17°44′ v. d.                            | lípa velkolistá            | 369          | 100138 Q26783726  | Kategorie „Gallašova lípa“ na Wikimedia Commons | Uprostřed Galašovy ulice v Hranicích, v travnatém pruhu mezi komunikací a korytem Veličky, u čp. 13; vysazena na paměť lékaře a spisovatele Josefa Heřmana Agapita Gallaše |
| Ondrův tis                           |                             | Jindřichov u Hranic 49°38′57″ s. š., 17°44′42″ v. d.            | tis červený                | 315          | 100135 Q26783715  |                                                 | Na svah nad potokem nalevo 15 m od silnice ve směru od Hranic, před domem čp. 59                                                                                           |
| Tis u Bláhů                          |                             | Jindřichov u Hranic 49°39′11″ s. š., 17°44′43″ v. d.            | tis červený                | 107          | 100136 Q26783719  |                                                 | Na pravé straně údolí, cca 1 km nad budovou OÚ Jindřichov, cca 80 m od silnice                                                                                             |
| Wawerkův dub                         |                             | Lipník nad Bečvou 49°30′27″ s. š., 17°35′53″ v. d.              | dub letní                  | 388          | 100154 Q26783798  |                                                 | V ulici Pod Hůrou, poblíž obytného domu čp. 513 |
| Robotní lípa                         |                             | Malhotice 49°29′19″ s. š., 17°45′54″ v. d.                      | lípa velkolistá            | 813          | 100142 Q26783733  |                                                 | U zámku poblíž silnice |
| Hrušeň Šidlo                         |                             | Nové Dvory nad Bečvou 49°30′20″ s. š., 17°34′14″ v. d.          | hrušeň obecná              | 400          | 100156 Q26783821  |                                                 | V zahradě u čp. 33 |
| Moruše u školy Dukátova              |                             | Olšovec 49°35′24″ s. š., 17°43′2″ v. d.                         | morušovník černý           | 318          | 105591 Q26790167  |                                                 | V obci u dnes již neexistující budovy staré školy; vysazena v r. 1829 |
| Dub v Oprostovicích                  | Dub v Oprostovicích         | Oprostovice 49°28′18″ s. š., 17°37′20″ v. d.                    | dub letní                  | 385          | 100148 Q26783745  |                                                 | V zahradě na severovýchodním okraji obce |
| Buk lesní červenolistý v Prosenicích |                             | Prosenice 49°29′32″ s. š., 17°28′53″ v. d.                      | buk lesní                  | 296          | 106490            |                                                 | Před ohradní zdí hřbitova, u vstupní branky, v blízkosti kostela sv. Jana Křtitele.                                                                                        |
| Blatnický dub                        |                             | Přerov 49°28′39″ s. š., 17°27′32″ v. d.                         | dub letní                  | 530          | 106391            |                                                 | Strom roste na p. č. 4906 v k. ú. Přerov (lokalita Lýsky). |
| Jasan ztepilý                        |                             | Přerov 49°27′11″ s. š., 17°27′17″ v. d.                         | jasan ztepilý              | 373          | 100152 Q26783772  |                                                 | Na veřejném prostranství u pěšího vyústění Šrobárovy ulice na tř. 17. listopadu v Přerově                                                                                  |
| Líska turecká †                      |                             | Přerov 49°27′26″ s. š., 17°26′50″ v. d.                         | líska turecká              | 238          | 100151            |                                                 | Na travnaté ploše za restaurací Strojař na Velké Dlážce v Přerově |
| Lípa v Radslavicích                  |                             | Radslavice u Přerova 49°28′40″ s. š., 17°31′6″ v. d.            | lípa malolistá             | 470          | 100157 Q26783835  |                                                 | Na oploceném pozemku u památníku padlých v obci |
| Lípa malolistá                       |                             | Radvanice u Lipníka nad Bečvou 49°30′35″ s. š., 17°28′41″ v. d. | lípa malolistá             | 202          | 100149 Q26783749  |                                                 | U domu čp. 5 asi 100 m západně od kostela; vysazena v r. 1919 jako Lípa Svobody                                                                                            |
| Lípa Jana Jiskry z Brandýsa          | Lípa Jana Jiskry z Brandýsa | Rouské 49°28′17″ s. š., 17°46′37″ v. d.                         | lípa malolistá             | 650          | 100143 Q12034628  |                                                 | V západní části obce, na hraně svahu nad silnicí |
| Sušická lípa                         |                             | Sušice u Přerova 49°29′35″ s. š., 17°31′15″ v. d.               | lípa malolistá             | 575          | 100145 Q26783735  |                                                 | V sadu na pravém břehu Libušky cca 1,5 km severozápadně od Sušice |
| Lípa malolistá †                     |                             | Troubky nad Bečvou                                              | lípa malolistá             | 340          | 100160            |                                                 | U domu čp.65 vlevo od silnice na Přerov |
| Lípa v Tučíně †                      |                             | Tučín 49°27′13″ s. š., 17°30′55″ v. d.                          | lípa malolistá             | 420          | 100159 Q26783860  |                                                 | Na návsi u místní komunikace |
| Jírovec na Helfštýně                 |                             | Týn nad Bečvou 49°31′4″ s. š., 17°37′39″ v. d.                  | jírovec maďal              | 297          | 100141 Q26783729  |                                                 | Na druhém nádvoří hradu Helfštýn |
| Lípy na Helfštýně †                  |                             | Týn nad Bečvou                                                  | lípa malolistá (6)         |              | 100140            |                                                 | Na druhém nádvoří hradu Helfštýn |
| Uhřínovský tis                       |                             | Uhřínov u Hranic 49°35′10″ s. š., 17°38′53″ v. d.               | tis červený                | 300          | 100137 Q26783722  |                                                 | V zahradě za domem čp. 21, ve středu místní části Uhřínov; snad regenerované torzo starého tisu                                                                            |
| Lípa u Floriana                      | Lípa u Floriana             | Veselíčko u Lipníka nad Bečvou 49°31′48″ s. š., 17°30′11″ v. d. | lípa malolistá             | 430          | 100153 Q26783786  |                                                 | V obci u barokní sochy sv. Floriana z r. 1760 |
| Všechovický tis                      | Všechovický tis             | Všechovice 49°27′39″ s. š., 17°45′34″ v. d.                     | tis červený                | 305          | 100139 Q12006080  |                                                 | Na svahu mezi místní komunikací, kotelnou a obecním úřadem |
| Lípa malolistá                       | Lípa v Zábeštní Lhotě       | Zábeštní Lhota 49°30′48″ s. š., 17°25′57″ v. d.                 | lípa malolistá             | 526          | 100146 Q26783739  |                                                 | V obci vedle hasičské zbrojnice |
| Lípa malolistá                       |                             | Žákovice 49°26′52″ s. š., 17°39′39″ v. d.                       | lípa malolistá             | 320          | 100155 Q26783810  |                                                 | V hájku nad obcí v sousedství výletiště |